# Simon Riggers
Simon David Riggers (* 30. Juli 1981 in Stade) ist ein deutscher Schauspieler und Produzent.

## Leben
Von 2007 bis 2010 war Riggers in der Filmproduktionsgesellschaft ndF tätig. Als Co-Produzent war er u. a. für den Kinofilm „Fleisch ist mein Gemüse“ mitverantwortlich. Den Studiengang „TV-Produktionsmanagement“ absolvierte er an der Bayerischen Akademie für Fernsehen.
Der Schauspieler absolvierte seine Schauspielausbildung von 2010 bis 2012 in München an einer Privatschule. Seit 2013 ist Simon Riggers der Geschäftsführer der Schauspielschule Zerboni in München. Im Jahr 2022 folgte der nächste Standort in Hamburg. Anfang 2015 beendete er seine Schauspielkarriere.
Seit 2017 ist er Intendant des Zentraltheaters in München.

## Filmografie (Auswahl)
- 2011: Deckname Luna
- 2012–2014: Um Himmels Willen
- 2012: Regen-Nacht
- 2013: Rosenheim-Cops
- 2014: Sturm der Liebe
- 2014: Weißblaue Geschichten
- 2014: Soko 5113
- 2014: Film ab
- 2015: Hubert & Staller
- 2015: Hantelstange